# Acacia choriophylla
Acacia choriophylla é uma espécie de leguminosa do gênero Acacia, pertencente à família Fabaceae.